# Miodrag Stamatović
Miodrag Stamatović (Beograd 25. travnja 1937.-), nekadašnji Hajdukov igrač za koji je sakupio pet prijateljskih utakmicama na kojima je postigao jedan zgoditak.
Sredinom 1960-tih igrao je i za Slobodu iz Tuzle na poziciji lijevog krila a sezone 1965/1966 imao je 29 nastupa uz 6 zgoditaka. Stamatović je igrao i za Uljanik iz Pule i za Reprezentaciju Jugoslavenske ratne mornarice.
M. Stamatović ima jednu kćerku (Ariana) koja danas živi u Egiptu.
Statistika u Hajduku
| Natjecanje        | Nastupi | Zgoditci |
| ----------------- | ------- | -------- |
| Prvenstvo         | 0       | 0        |
| Kup               | 0       | 0        |
| Superkup          | 0       | 0        |
| Međunarodne       | 0       | 0        |
| Splitski podsavez | 0       | 0        |
| Ukupno            | 0       | 0        |
| Prijateljske      | 5       | 1        |
| Sveukupno         | 5       | 1        |